# واترزمیت (میشیگان)
واترزمیت (به انگلیسی: Watersmeet) یک منطقهٔ مسکونی در ایالات متحده آمریکا است که در شهرستان گوگبیک، میشیگان واقع شده‌است. واترزمیت ۲۳٫۸۴ کیلومتر مربع مساحت و ۴۲۸ نفر جمعیت دارد و ۴۸۷ متر بالاتر از سطح دریا واقع شده‌است.